# داویده موردینی
داویده موردینی (انگلیسی: Davide Mordini؛ زادهٔ ۳ اوت ۱۹۹۶) بازیکن فوتبال است.
از باشگاه‌هایی که در آن بازی کرده‌است می‌توان به باشگاه فوتبال چزنا اشاره کرد.